# 제너럴 트라이아스 인터내셔널 FC
제너럴 트라이스 인터내셔널 FC(General Trias International Football Club)는 일반 트라이아스카비데주 및 필리핀 축구 협회 회원에 기반을 둔 한국 선수들로만 구성된 필리핀 협회 축구의 클럽이었다. 2013년 유나이티드 풋볼 리그에 참가했었다.

## 선수 명단

### 역대
- 박이영(2013)